# Piripiri (ort)
Piripiri är en ort i Brasilien.   Den ligger i kommunen Piripiri och delstaten Piauí, i den östra delen av landet, 1 400 km nordost om huvudstaden Brasília. Piripiri ligger 164 meter över havet och antalet invånare är 44 864.
Terrängen runt Piripiri är platt. Det finns inga andra samhällen i närheten.
Omgivningarna runt Piripiri är huvudsakligen savann. Runt Piripiri är det ganska glesbefolkat, med 42 invånare per kvadratkilometer.